# Chase Atlantic
Chase Atlantic er et australsk band, der består af brødrene Clinton (guitar og saxofon) og Mitchel Cave (vokal) samt Christian Anthony (guitar).
Bandet opstod i 2014, efter at Cave-brødrene i en årrække havde lagt cover-videoer på YouTube, og Mitchel Cave og Christian Anthony sammen havde stillet op i X Factor Australia som en del af gruppen What About Tonight i 2012.
Bandmedlemmerne skriver, producerer og spiller selv deres egen musik og har blandt andet varmet op for Sleeping With Sirens på en del af deres verdensturné i 2017-2018.